# Vladímir Yemeliánov
Vladímir Yemeliánov –en ruso, Владимир Емельянов– (Gómel, URSS, 22 de abril de 1970) es un deportista bielorruso que compitió en halterofilia.
Ganó una medalla de bronce en el Campeonato Europeo de Halterofilia de 1996, en la categoría de 108 kg. Participó en los Juegos Olímpicos de Atlanta 1996, ocupando el cuarto lugar en la misma categoría.

## Palmarés internacional
| Campeonato Europeo | Campeonato Europeo  | Campeonato Europeo | Campeonato Europeo |
| Año                | Lugar               | Medalla            | Categoría          |
| ------------------ | ------------------- | ------------------ | ------------------ |
| 1996               | Stavanger (Polonia) | Medalla de bronce  | 108 kg             |